# 熊本市立白坪小学校
熊本市立白坪小学校（くまもとしりつ しらつぼしょうがっこう）は、熊本県熊本市西区蓮台寺四丁目にある公立小学校。

## 沿革
- 1874年（明治7年） - 春日小学校より分離し、田崎村に設立、田崎学校と称す
- 1875年（明治8年） - 古町村と学校組合を設置し、校舎を古町村に新築し、白川小学校と称す
- 1893年（明治26年） - 古町尋常小学校と改称
- 1905年（明治38年） - 古町村との学校組合を解き、白坪尋常小学校設置
- 1919年（大正8年） - 白坪尋常高等小学校と改称
- 1931年（昭和6年） - 熊本市に合併、熊本市立白坪尋常高等小学校と改称
- 1941年（昭和16年） - 熊本市立白坪国民学校と改称
- 1947年（昭和22年） - 熊本市立白坪小学校と改称

## 歴代校長
- 199?年（平成1?年） -村山正勝
- 2001年（平成13年） -坂梨一也
- 2005年（平成17年） -富永和俊
- 2021年（令和3年）    -米村一雄

## 委員会
- 生活委員会
- 音楽委員会
- 緑委員会
- 放送委員会
- 体育委員会
- 安全委員会
- ハートフル委員会
- 保健委員会

など

## 学校周辺
- 新八島橋 - 熊本県道227号並建熊本線の橋である。
- 坪井川